# Zenon Kopczyński
Zenon Kopczyński (ur. 2 czerwca 1931 w Wępiłach, zm. 17 września 1991) – polski działacz partyjny i państwowy, w latach 1981–1990 wicewojewoda elbląski.

## Życiorys
Syn Jana i Natalii. W 1962 wstąpił do Polskiej Zjednoczonej Partii Robotniczej, od 1969 do 1975 sekretarz ds. rolnych w Komitecie Powiatowym PZPR w Malborku. Zajmował także stanowisko naczelnika powiatu malborskiego. W 1975 wszedł w skład egzekutywy Komitetu Wojewódzkiego PZPR w Elblągu, w 1978 objął w nim stanowisko sekretarza. Od sierpnia 1981 do stycznia 1990 pełnił funkcję wicewojewody elbląskiego.
Został pochowany na cmentarzu Witomińskim w Gdyni.